# Amy Poehler
Amy Meredith Poehler (16. september 1971) er en amerikansk skuespiller og komiker bedst kendt som en del af holdet på Saturday Night Live fra 2001 til 2008, og for sin hovedrolle i komedieserien Parks and Recreation.

## Privatliv
Fra 2003 har Poehler været gift med skuespilleren Will Arnett med hvem hun har to sønner. I 2012 blev parret imidlertid separeret.

## Udvalgt Filmografi
- Mean Girls (2004)
- Envy (2004)
- Tenacious D in The Pick of Destiny (2006)
- Man of the Year (2006)
- Blades of Glory (2007)
- Shrek den Tredje (2007)
- Mr. Woodcock (2007)
- Hamlet 2 (2008)
- Monsters vs. Aliens (2009)
- Baby Mama (2008)